# Покровская церковь (Дзержинск)
Покровская церковь (бел. Пакроўская царква) — православный храм в городе Дзержинске Минской области Белоруссии.

## История
Свято-Покровская церковь была построена не ранее 1851 года в городе Дзержинске. В своей книге «Путешествие по Белоруссии и Полесскому краю» Павел Михайлович Шпилевский упоминает о Свято-Покровской церкви в городе Дзержинске, Владислав Сырокомля также писал в своих путевых очерках «Странствования по некогда моим околицам» про эту церковь.
С 1907 года приходом руководил иерей Сергий Садовский. После 1917 года на Церковь обрушились гонения. В 1936 году храм был закрыт и потерпел разрушение: деревянный купол был снесён. Церковь использовали как складское помещение. В 1937 году Сергий Садовский был арестован и расстрелян. В 1942 году храм был открыт, возобновились богослужения, с 1942 года по 1945 год в церкви священствовал отец Иоанн Курьян, потом его сменил протоиерей Алексий Скобей. В 1952 году храм был обновлён: оштукатурили и побелили, позже отцом Игорем Зелезняком были проведены работы по реставрации центрального купола.
В 1990—1991 годах был проведён ремонт храма настоятелем прихода протоиереем Николаем Ледником: сделали центральное отопление, водопровод, сигнализацию; в 1998 году построена современная отдельно стоящая колокольня.
В 2005 году настоятелем храма был назначен протоиерей Борис Полторжицкий.
2005—2009 — капитальный ремонт храма. Были установлены новые купола и кресты, окна и двери, был пристроен пандус для инвалидных колясок. В 2014—2015 годах — была покрыта тротуарной плиткой территория вокруг Свято-Покровской церкви.

## Архитектура
Памятник архитектуры русского стиля. Выстроена монументальным объёмом, к которому по продольной оси присоединен прямоугольные в плане апсида и притвор. Основной объём завершен четырёхгранным деревянным световым барабаном с шатровым верхом и маковкой (ранее куполом), по углам — небольшими луковицеподобными головками. Главный и боковые входы решены арочными проемами. Угловые широкие лопатки завершен килеподобными арочными с круглыми розетками в тимпанах. На половину высоты фасады рустованной, в верхней части прорезаны арочными оконными проемами, декорированные килеподобные наличники с гирьками.

## Интерьер
Внутри зал перекрыт крестовыми сводами и освещены окнами барабана, который через сводчатые паруса поддержан 4 столбами и переброшены через их арками. Столбы объединены со стенами и между собой мощными арками. Над входом — открытые в зал узким арочным проёмом хоры, на которые ведет лестница овальной боковой клети 1-го яруса колокольни. Апсида выделена двухъярусной беленным иконостасом с позолоченными рамами семи икон. В церкви находится икона XVI века «Богородица», привезенная из церкви деревни Тоново (Столбцовский район).